# Idiops pirassununguensis
Idiops pirassununguensis (лат.) — вид мигаломорфных пауков рода Idiops из семейства Idiopidae.

## Распространение
Южная Америка: Бразилия. Широко распространен в биотопах Амазонии, Каатинга и Серраду. Находки зафиксированы для Центрально-Западного региона (Федеральный округ и Гояс), Северного региона (Амазонас, Амапа, Пара и Рондония), Северо-Восточного региона (Баия, Мараньян, Параиба, Пиауи и Сержипи) и Юго-Восточного региона (Минас-Жерайс и Сан-Паулу).

## Описание
Пауки среднего размера, длина менее 2 см (голотип самца 14,9 мм, паратип самки 19 мм, с ногами вдвое больше). Карапакс самца с темно-коричневыми пятнами на передней половине, в основном в области головы возле глаз. Окраска самки подобна самцу, за исключением стернума и тазиков коричневатого цвета и темно-серого брюшка. Самцы Idiops pirassununguensis отличаются от таковых других неотропических видов тем, что имеют голенный апофиз с мощной апикальной ветвью и выступающий шип в пролатеральном виде, длинный метатарсус ноги I с продольным выступом на апикальной половине и эмболус с выступающей пластинкой, которая расширяется вдоль апикальной половины, с сужением около отверстия семяпровода. Самки отличаются наличием сперматек с длинными вертикальными протоками и сильной склеротизацией на переходе между протоками и рецептакулами, имеющими тот же диаметр, что и протоки. Тазики ног без шипов. Хелицеры с продольным рядом крупных зубцов и ретролатеральным рядом меньших зубцов, ретролатеральные зубцы занимают базальную треть хелицер. Ноги с тремя коготками на лапках. Брюшко овальной формы. Передние боковые глаза (ALE) расположены рядом с кромкой клипеального края.